# Balduíno Rambo

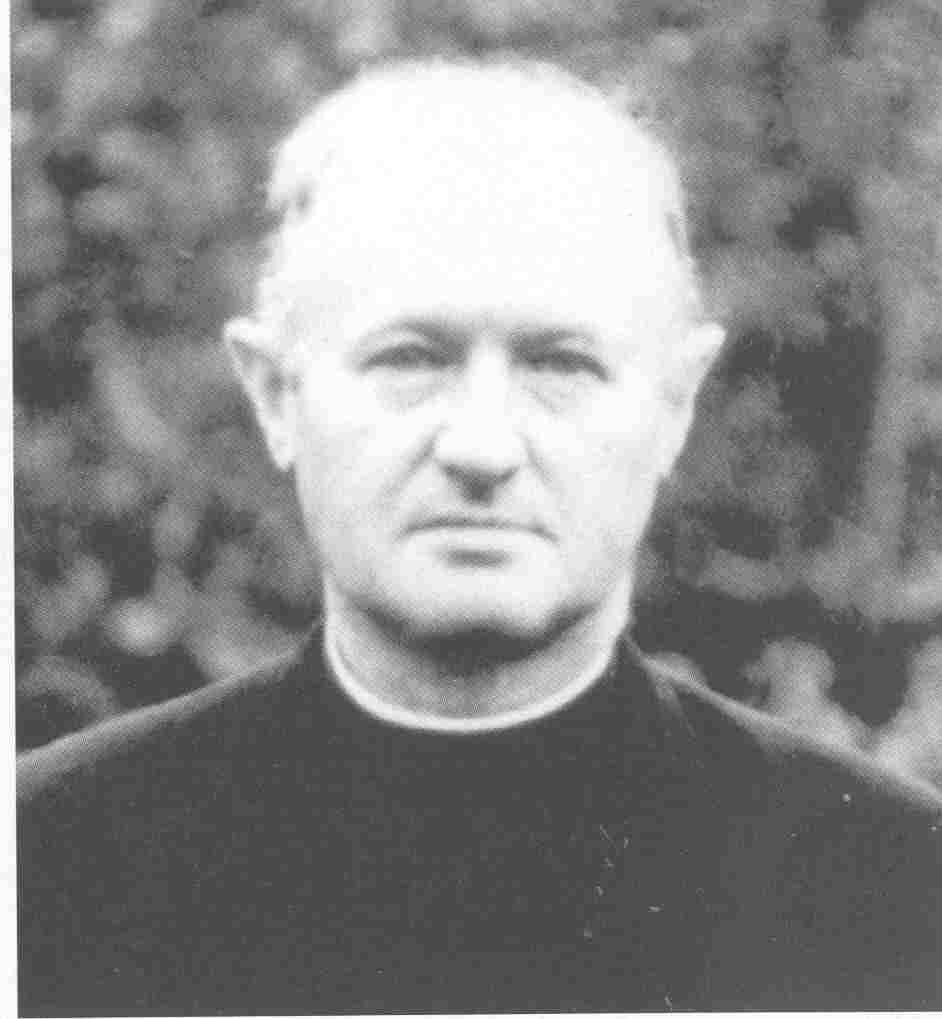
Pe. Balduíno Rambo, em 1931.

Balduíno Rambo (Montenegro, 11 de agosto de 1906 — 12 de setembro de 1961) foi um religioso, professor, jornalista, escritor, botânico e geógrafo brasileiro.

## Biografia
Filho de Nicolau Rambo e Gertrudes Vier, desde cedo foi interessado pelas ciências naturais. No ginásio iniciou sua coleta de plantas, tendo logo juntado uma grade coleção. Após ter completado o noviciado no Brasil, cursou filosofia em Pullach. Na Alemanha, aproveitava os dias de folga para excursões científicas, cujos resultados foram publicados em revistas alemãs e brasileiras.
Voltou ao Brasil, em 1931 e tornou-se professor de história natural no Colégio Anchieta em Porto Alegre, onde ficou até 1933. Sua primeira obra, uma monografia sobre líquenes foi publicada no mesmo ano, no Relatório do Colégio Anchieta, dali em diante não parou de publicar, publicando quase anualmente. Estudou Teologia no Seminário Conceição de São Leopoldo, ordenando-se em 1936. Voltou a lecionar no Colégio Anchieta, onde fixou e residência e passaria a maior parte de sua vida.
Foi fundador da cátedra de Antropologia e Etnografia da UFRGS em 1940, também lecionou na Faculdade de Filosofia, Ciências e Letras de São Leopoldo, futura Unisinos. Fez campanha pela criação de um Jardim Botânico em Porto Alegre e conseguiu que o Itaimbezinho fosse declarado Parque Nacional. Suas pesquisas botânicas resultaram num acervo de plantas de 50 000 exemplares, em 1948, cerca de 90% da flora nativa. Organizou o Museu Rio-grandense de Ciências Naturais e fundou a revista Iheríngia.
Em 1942 publicou sua primeira grande obra, A fisionomia do Rio Grande do Sul, uma descrição detalhada da geografia do Estado, incluindo mapas e 30 ilustrações paisagísticas, feitas a partir de fotos aéreas tiradas por ele em viagens por todo o território, realizadas com um avião do terceiro Regimento de Aviadores de Canoas.
O seu diário, considerado por ele sua maior obra literária e científica, escrito de 1919 a 1961, contém os mais variados assuntos, inclusive suas aspirações e conflitos pessoais. Parte destes escritos foram publicados na obra Em busca da Grande Síntese.
Foi redator do principal veículo de comunicação jesuíta no estado, a revista Sankt Paulusblatt, destinada à formação e à informação dos colonos teuto-brasileiros católicos.  É a revista católica em língua alemã mais antiga do Brasil, uma das poucas que voltou a circular após a campanha de nacionalização empreendida pelo Estado Novo, circulando até os dias de hoje. Em seus escritos muitas vezes alertou sobre os problemas ecológicos que já começavam a aparecer no estado, tornando-se com isso um dos precursores do ambientalismo brasileiro. Notoriamente Balduíno Rambo foi um dos poucos na história do desenvolvimento orgânico da variante riograndense do dialeto germano-brasileiro hunsriqueano riograndense, no próprio chamado de Riograndenser Hunsrückisch, prestes a celebrar seus duzentos anos de existência (em 2024), que por um longo período de tempo produziu textos nessa língua regional, publicados em periódicos e jornais de sua época, lidos não só no Brasil mas na Argentina e alhures.

## Obras

### Livros didáticos
- 1. Elementos de História Natural. 1a ed., Tipografia do Centro.Porto Alegre, 1934; edições seguintes pela Livraria do Globo, Porto Alegre.
- 2. Elementos de Química p/ 3°  ano seriado (tradução) e p/ 4° ano seriado. Livraria do Globo. Porto Alegre, 1934-1935.

### Botânica
- 1. Lichenes. Relatorio do Gymnasio Anchieta p. 1-30, 7 il. Porto Alegre, 1932.
- 2. La Vegetación del Alto Uruguay. Revista Sudamericana de Botánica vol. 2, p. 108-110. Montevideo, 1935.
- 3. Lichenes Megapotamici. Broteria, Série Ciências Naturais: vol. 4, p. 174-191; vol. 5, p. 36-73, 97-112, 145-160; vol.6, p. 5-16, 49-65. Lisboa, 1935-1937.
- 4. Florae Riograndensis Cives novae vel minus cognitae in Herbario Anchieta asservatae. Lilloa: vol. 12, p. 87-109; vol.14, p. 101-131; vol. 17, p. 17-47, 83-111. Tucumán, 1946-1949. Nota: artigos em co-autoria com Karl Emrich.
- 5. A flora Central Antártica e Andina no Rio Grande do Sul. Boletim Geográfico, IBGE no. 67, p. 705-754. Rio de Janeiro, 1948.
- 6. Estudos Botânicos em Sombrio. Anais Botânicos do Herbário Barbosa Rodrigues vol. 1, p. 7-20. Itajaí, 1949.
- 7. A Flora de Cambará. Anais Botânicos do Herbário Barbosa Rodrigues vol. 1, p. 111-135. Itajaí, 1949.
- 8. Padre João Evangelista Rick. Anais Botânicos do Herbário Barbosa Rodrigues vol. 1, p. 70-84. Itajaí, 1949.
- 9. Aráceas Riograndenses. Anais Botânicos do Herbário Barbosa Rodrigues vol. 2, p. 5-7. Itajaí, 1950.
- 10.A Porta de Torres. Anais Botânicos do Herbário Barbosa Rodrigues vol. 2, p. 9-20. Itajaí, 1950.
- 11.O Elemento Andino no Pinhal Riograndense. Anais Botânicos do Herbário Barbosa Rodrigues vol. 3, p. 7-39. Itajaí, 1951.
- 12.A Imigração da Selva Higrófila no Rio Grande do Sul. Anais Botânicos do Herbário Barbosa Rodrigues vol. 3, p. 55-91.Itajaí, 1951.
- 13.Martius (esboço biográfico). Instituto Hans Staden 20p. São Paulo, 1952.
- 14.Análise Geográfica das Compostas Sulbrasileiras. Anais Botânicos do Herbário Barbosa Rodrigues vol. 4, p. 87-159.Itajaí, 1952.
- 15.Sapindaceae Riograndenses. Anais Botânicos do Herbário Barbosa Rodrigues vol. 4, p. 161-185. Itajaí, 1952.
- 16.Estudo Comparativo das Leguminosas Riograndenses. Anais Botânicos do Herbário Barbosa Rodrigues vol. 5, p. 107-184. Itajaí, 1953.
- 17.História da Flora do Planalto Riograndense. Anais Botânicos do Herbário Barbosa Rodrigues vol. 5, p. 185-232. Itajaí, 1953.
- 18.Análise Histórica da Flora de Porto Alegre. Sellowia vol. 6, p. 9-112. Itajaí, 1954.
- 19.História da Flora do Litoral Riograndense. Sellowia vol. 6, p. 113-172. Itajaí, 1954.
- 20.Der Regenwald am Oberen Uruguay. Sellowia vol. 7, p. 183-233. Itajaí, 1956.
- 21.A Flora Fanerogâmica dos Aparados Riograndenses. Sellowia vol. 7, p. 235-298. Itajaí, 1956.
- 22.Die Väter der Botanik in Rio Grande do Sul. Staden-Jahrbuch vol. 4, p. 31-39. São Paulo, 1956.
- 23.Friedrich Sellow in den Namen Brasilianischer Pflanzen.Staden-Jahrbuch vol. 5, p. 79-91. São Paulo, 1957.
- 24.Die Auslesse im Naturversuch. Pesquisas vol. 1, p. 181-219.Porto Alegre, 1957.
- 25.Regenwald und Kamp in Rio Grande do Sul. Sellowia vol. 8, p. 257-298. Itajaí, 1957.
- 26.O Gênero Eryngium no Rio Grande do Sul. Sellowia vol. 8, p. 299-353. Itajaí, 1957.
- 27.Die Alte Südflora in Brasilien. Pesquisas vol. 2, p. 177-198.Porto Alegre, 1958.
- 28.An Historical Approach to Plant Evolution. Pesquisas vol. 2,p. 199-222. Porto Alegre, 1958.
- 29.Asclepiadaceae Riograndenses. Iheringia, Série Botânica vol.1, 57p. Porto Alegre, 1958.
- 30.Johann Rick, S.J. Iheringia, Série Botânica vol. 2, p. 8-12.Porto Alegre, 1958.
- 31.Johannes Rick, S.J. Montfort vol. 10, p. 1-56. Dornbirn, 1958.BALDUÍNO RAMBO S. J.
- 32.Floresta Riograndense. Agronomia Sulriograndense vol. 3, p. 3-15. Porto Alegre, 1958.
- 33.Die Gattung Oxypetalum in Rio Grande do Sul. Sellowia vol.9, p. 117-145. Itajaí, 1958.
- 34.Geografia das Melastomatáceas Riograndenses. Sellowia vol.9, p. 147-167. Itajaí, 1958.
- 35.Apocynaceae Riograndenses. Iheringia, Série Botânica vol.3, 23p. Porto Alegre, 1959.
- 36.Cyperaceae Riograndenses. Pesquisas vol. 3, p. 353-453.Porto Alegre, 1959.
- 37.Towards the Concept of the Species in Plant Evolution.Pesquisas vol. 3, p. 455-493. Porto Alegre, 1959.
- 38.Bignoniaceae Riograndenses. Iheringia, Série Botânica vol.6, 26p. Porto Alegre, 1960.
- 39.Die Europäischen Unkräuter in Südbrasilien. Sellowia vol.12, p. 45-78.
- 40.Die Südgranze des Brasilianischen Regenwaldes. Pesquisas,Série Botânica vol. 8, 41p. Porto Alegre, 1960.
- 41.Euphorbiaceae Riograndenses. Pesquisas, Série Botânica vol.9, 78p. Porto Alegre, 1960.
- 42.Solanaceae Riograndenses. Pesquisas, Série Botânica vol.11, 69p. Porto Alegre, 1961.
- 43.Migration Routes of the South Brazilian Rain Forest.Pesquisas, Série Botânica vol. 12, 54p. Porto Alegre, 1961.
- 44.Basidiomycetes Eubasidii in Rio Grande do Sul, Brasilia.Iheringia, Série Botânica vol. 2, p. 1-56; vol. 4, p. 54-124; vol. 5, p. 125-192; vol. 7, p. 193-295; vol. 8, p. 296-450;vol. 9, p. 451-489. Porto Alegre, 1958-1961. Nota: trata-seda publicação da coleção de fungos do Pe. Johannes Rick, S.J., editada postumamente pelo Pe. Rambo.

### Trabalhos publicados postumamente
- 45.Labiatae Riograndenses. Pesquisas, Série Botânica vol. 15,44p. São Leopoldo, 1962.
- 46.Convolvulaceae Riograndenses. Pesquisas, Série Botânicavol. 16, 30p. São Leopoldo, 1962.
- 47.Umbelliferae Riograndenses. Pesquisas, Série Botânica vol.17, 37p. São Leopoldo, 1962.CADERNO Nº. 31
- 48.Rubiaceae Riograndenses. Pesquisas, Série Botânica vol. 18,74p. São Leopoldo, 1962.
- 49.Myrtaceae Riograndenses. Pesquisas, Série Botânica vol. 20,62p. São Leopoldo, 1965.
- 50.Verbenaceae Riograndenses. Pesquisas, Série Botânica vol.21, 59p. São Leopoldo, 1965.
- 51.Melastomataceae Riograndenses. Pesquisas, Série Botânica vol. 22, 45p. São Leopoldo, 1966.
- 52.Leguminosae Riograndenses. Pesquisas, Série Botânica vol.23, 166p. São Leopoldo, 1966.
- 53.Malvaceae Riograndenses. Pesquisas, Série Botânica vol.24, 50p. São Leopoldo, 1967.
- 54.Bromeliaceae Riograndenses. Pesquisas, Série Botânica vol.25, 27p. São Leopoldo, 1967.
- 55.Amarantaceae Riograndenses. Pesquisas, Série Botânica vol.26, 30p. São Leopoldo, 1968.
- 56.Gramineae Riograndenses. Pesquisas, Série Botânica vol.36, 191p. São Leopoldo, 1984.

### Geografia e Geologia
- 1. A Fisionomia do Alto Uruguay. Relatório do Ginásio Anchieta,31p. Porto Alegre, 1935.
- 2. A Estrutura da Serra nos Vales do Caí e do Rio dos Sinos.Anais do II Congresso de História e Geografia Riograndense vol.1, p. 89-110. Porto Alegre, 1937.
- 3. A Fisionomia do Rio Grande – Viagens de Estudo. Relatório do Ginásio Anchieta, 58p. Porto Alegre, 1938.
- 4. Aspectos do Brasil – Viagens de Estudo. Relatório do Ginásio Anchieta, 63p. Porto Alegre, 1940.
- 5. A Fisionomia do Rio Grande do Sul – Ensaio de monografia natural. 1ª  ed., LImprensa Oficial, 360p. Porto Alegre, 1942; 2ª ed., Livraria Selbach, 456p. Porto Alegre, 1956; 3ª ed.,Editora Unisinos, 472 p. São Leopoldo, 1994.
- 6. A Fisiografia Natural de São Leopoldo. Anais do Congresso de História e Geografia de São Leopoldo 1846-1946, 12p.Porto Alegre, 1947. Nota: publicado pela Livraria do Globo.
- 7. A Fisionomia do Rio Grande do Sul. Fundamentos da Cultura Riograndense, 1a série, p. 13-30. Porto Alegre, 1954.

### Zoologia
- 1. A Caranguejeira (Grammostola longimana). Relatório do Ginásio Anchieta, 33p. Porto Alegre, 1933.
- 2. Eciton praedator (A Formiga-de-Correição). Relatório do Ginásio Anchieta, 16p. Porto Alegre, 1941.

### História e Antropologia
- 1. Os Índios Riograndenses Modernos. Província de São Pedro vol. 10, p. 81-88. Porto Alegre, 1947.
- 2. Arqueologia Riograndense. Fundamentos da Cultura Riograndense, 2a  série, p. 31-44. Porto Alegre.
- 3. A Imigração Alemã no Rio Grande do Sul (1824-1914). Enciclopédia Riograndense vol. 1, p. 77-123. Canoas.
- 4. A Religiosidade Católica na Colônia Alemã. Enciclopédia Riograndense vol. 2, p. 35-42. Canoas.
- 5. Jesuit Scientifical Writings in Rio Grande do Sul, South Brazil. Pesquisas, Communications 1, p. 15-31. Porto Alegre, 1960.
- 6. A Nacionalização. Enciclopédia Riograndense, vol. 6, 26p.

### Outros
- 1. Religião: Mensagem Celeste. Editora Vozes, 48p. Petrópolis,1941.
- 2. Romance: Vida por Vida. Edições Paulinas, 100p. Porto Alegre, 1960.
- 3. Romance: Drei Jahre auf dem Mars (Três Anos no Marte). Federação dos Centros Culturais 25 de Julho, 120p. São Leopoldo, 1987.